# Ophioglossum thermale
Ophioglossum thermale là một loài dương xỉ trong họ Ophioglossaceae. Loài này được Kom. mô tả khoa học đầu tiên năm 1914.